# Franco congoleño
El franco es la moneda oficial de la República Democrática del Congo. Se divide en 100 céntimos. Fue utilizado históricamente como moneda de la colonia belga del Congo desde 1886 hasta 1967, cuando fue reemplazada por el zaïre, durante el proceso de zairización del dictador Mobutu Sese Seko.

## Historia
La moneda fue emitida por primera vez en 1887, y su valor era equivalente a 3 francos belgas. Desde 1916, fue utilizada también en las colonias de Ruanda y Burundi. Desde 1952 la moneda emitida aparecía bajo el nombre del "Congo belga y Ruanda-Urundi" (Congo Belge o Belgische Congo, indistintamente).
Cuando fue reemplazado en 1967, se estableció la tasa de un zaïre por 1.000 francos. Con el triunfo de Laurent Kabila después de la Primera Guerra del Congo en 1997, se restableció el franco como la unidad monetaria de la R.D. del Congo. Reemplazó al nuevo zaïre a una tasa de un franco por diez mil zaïres.
En 1960, conjuntamente Ruanda y Burundi adoptaron su propia moneda hasta 1964, en que se separaron en Franco ruandés y Franco de Burundi respectivamente. Durante la independencia del estado de Katanga (1960-1963), este emitió su propia moneda.

## Monedas
Las monedas cuentan con variados diseños, pero desde su restablecimiento fueron dejadas de acuñar, siendo utilizado en su reemplazo los billetes. Las monedas todavía en circulación equivalen a 25 y 50 céntimos, y a un franco. Estas son las características principales de las monedas en circulación:
| Denominación | Emisión | Metal    | Forma    | Diámetro | Borde    | Anverso       | Reverso          |
| ------------ | ------- | -------- | -------- | -------- | -------- | ------------- | ---------------- |
| 25 Céntimos  | 2002    | Aluminio | Circular |          | Estriado | León y facial | Fauna y año      |
| 50 Céntimos  | 2002    | Aluminio | Circular |          | Estriado | León y facial | Personajes y año |
| 1 Franco     | 2002    | Latón    | Circular |          | Estriado | León y facial | Fauna y año      |

## Billetes
La emisión de 1997 incluyó a billetes de 1, 5, 10, 20 y 50 céntimos, de 1, 5, 10, 20, 50 y 100 francos. Los billetes de 200 francos fueron emitidos por primera vez en el 2000, seguidos de los de 500, en el 2002. En 2012 se anunció la impresión de nuevos billetes de 1.000, 5.000, 10.000 y 20.000 francos.